# Аморфофаллус Бекворта
Аморфофа́ллус Бекворта (лат. Amorphophallus becquaertii) — клубневое травянистое растение, вид рода Аморфофаллус (Amorphophallus) семейства Ароидные (Araceae).
Вид назван в честь американского натуралиста Джозефа Чарльза Бекворта (1886-1982).

## Ботаническое описание
Клубень от шаровидного до широкоэллиптического, 3—6 см в диаметре, 2—3,5 см высотой, поверхность от шероховатой до чешуйчатой, корни сконцентрированы у основания цветоножки, бархатистые, не формирующие побеги.

### Листья
Лист развивается после соцветия, 30—90 см высотой. Черешок 18—60 см длиной, 0,5—1,5 см в диаметре, с небольшими более тёмными пятнами, гладкий.
Листовая пластинка по крайней мере 20—30 см в диаметре, основные сегменты одно-, двухраздельные. Центральная жилка самого конечного сегмента крыловидная, центральная жилка снизу выпуклая, красновато-коричневая, листочки у основания широкоэллиптические, конечные листочки от удлинённо-широкоэллиптических, широкоэллиптических и часто асимметричных и до широкоэллиптических, 6—15 см длиной, 2—3 см шириной, отчётливо заострённые, с остриём 1—1,5 см длиной, края от гладких до немного волнистых.
Катафиллы в числе трёх (четырёх), длинно-остротреугольные, внутренний 20—26 см длиной, 2,5—3,5 см шириной, другие заметно короче, чешуйчатые, с широко-овальными и неправильной формы коричневатыми пятнами, с выпуклыми, тёмными жилками.

### Соцветие и цветки
Соцветие прямое, 58—113 см высотой. Цветоножка 43—88 см длиной, 0,7—1 см в диаметре, гладкая, однотонная.
Покрывало 12—15 см длиной, вертикальное, состоит из трубки и треугольной, открытой пластинки, без очевидной перетяжки. Трубка 7—8 см длиной, 2,2—3,5 см в диаметре, более-менее цилиндрическая, в основании несколько выпуклая, внутри у основания с рассеянными, 1—2 мм длиной, похожими на волоски наростами. Пластинка вертикальная, 5—7 см длиной, коротко-заострённая, края гладкие.
Початок сидячий, вертикальный, 14—21 см длиной, максимум в 2½ раза длиннее покрывала. Женская зона цилиндрическая, 1,9—2,5 см длиной, 1—1,4 см в диаметре, цветки очень плотно расположенные. Мужская зона от немного обратноконической до широкоовальной, 1,9—2,2 см длиной, 1—1,5 см в диаметре, цветки очень плотно расположенные. Придаток вертикальный, слабо-конический, 10—18 см длиной, 1,2—1,6 см в диаметре (у основания), гладкий, немного сжатый у мужской зоны. Стаминодии и стерильная зона между женской и мужской зонами отсутствуют. Соотношение длины женской зоны к длине мужской 1:(1—1,13).
Женские цветки 2,5—3 мм длиной; завязь яйцевидная, 2—2,2 мм длиной, 1,5—2 мм шириной, одногнёздная; рыльце сидячее, округлое в поперечном сечении, дискообразное в боковом сечении, 1,5—2 мм длиной, 0,5—1 мм шириной, без лопастей, папиллярное.
Мужские цветки 1 мм длиной и шириной, с 5—6 тычинками; пыльники свободные, 1 мм длиной, 0,5—0,7 мм шириной, более-менее кубические; нити короткие, 0,2—0,5 мм длиной, сросшиеся у основания; поры верхушечные, по одной на каждом теке.
Цветёт в мае.

## Распространение
Встречается в Восточном Заире. Эндемик.
Растёт в первичных лесах, на высоте 1080 м над уровнем моря.